# Illa Belitxi
Belitxi (en rus: Беличий Остров; Belichy Ostrov) és una petita illa de les illes Xantar, al mar d'Okhotsk. Administrativament pertany al Krai de Khabàrovsk, al Districte Federal de l'Extrem Orient de Rússia.

## Geografia
Té una longitud de 20,3 km i amb una amplada màxima d'uns 5 km, per una superfície de 70 km². La seva alçada màxima és de 453 msnm. Està cobert de boscos de làrix. Es troba al sud de l'illa Bolshoy Shantar, de la qual està separada per l'estret de Severo-Vostotxni, a l'est de Malyy Shantar i al nord de la península de Tugurski.

## Història
Entre 1857 i 1889 va ser freqüentada per baleners estatunidencs a la recerca de balenes de Groenlàndia. Forma part del Pac Nacional de les illes Xantar.